# Vassili Zouïev
Vassili Fiodorovitch Zouïev (en russe : Василий Фёдорович Зуев), né le 1er (12) janvier 1754 à Saint-Pétersbourg et mort le 7 (18) janvier 1794 à Saint-Pétersbourg, est un naturaliste et explorateur russe qui fut académicien de l'Académie impériale des sciences de Russie.

## Biographie
Il naît dans la famille d'un militaire et étudie au gymnasium académique, puis à l'université académique, avant d'être envoyé étudier à l'étranger en 1774. Il étudie à Leyde et à Strasbourg l'histoire naturelle, ainsi que la physique, la chimie, etc. Il présente sa thèse à l'Académie à son retour portant sur Idea metamorphoseos insectorum ad caetera animalia applicata. Il est nommé adjunct de l'Académie, puis académicien en 1787.
Il fait partie alors qu'il est encore étudiant de la fameuse expédition de Peter Simon Pallas dans les provinces centrales et la Sibérie (1768-1774). Il explore et étudie l'Oural, s'arrête pour poursuivre ses recherches à Obdorsk et à Beriozovo afin de décrire le fleuve Obi, poursuit ses recherches jusqu'à l'océan Arctique, les monts Inder, etc. Pendant cette expédition, Zouïev collecte un grand nombre de spécimens botaniques et zoologiques, parfois rares et inconnus, que Pallas identifie et décrit par la suite.
En 1781, l'Académie l'envoie encore pour une autre expédition dans des contrées inconnues et non étudiées auparavant par des scientifiques, entre le Boug méridional et le Dniepr (ainsi que son embouchure) que l'Empire russe venait de prendre en sa possession.
La commission pour l'instruction publique le fait participer à ses travaux et lui commande un manuel d'histoire naturelle pour les écoles qui est publié en 1786 (5e éd., 1814). Pallas s'en fait l'écho auprès des naturalistes étrangers qui saluent cette entreprise. Zouïev est nommé professeur d'histoire naturelle à l'école normale principale populaire qui est fondée en 1784 à Saint-Pétersbourg, pour la formation des enseignants.
Zouïev prend part également à la traduction de l'Histoire naturelle de Buffon (10 vol., Saint-Pétersbourg, 1789-1803), de la Flora rossica de Pallas (Saint-Pétersbourg, 1788), et avec Tomanski de Reise durch verschiedene Provinzen des Russischen Reichs de Pallas (5 vol., Saint-Pétersbourg, 1773-1778).

## Publications
Zouïev fait paraître à Saint-Pétersbourg en 1787 Путешественные записки от Санкт-Петербурга до Херсона в 1781 и 1782 г. [Notes de voyage de Saint-Pétersbourg à Chersonèse de Tauride en 1781 et 1782], ouvrage traduit en allemand à Dresde en 1789. Il y fait une description détaillée de la faune et de la flore, des données statistiques et historiques des lieux visités, ainsi qu'une description des mœurs et de la culture des différentes ethnies qu'il y rencontre (dont les Tziganes, avec une étude de leurs dialectes).
L'Académie publie ses Mémoires qui concernent en premier chef la zoologie. Certaines espèces sont associées à son nom, comme Muraena alba Zuiew, Muraena fusca Zuiew, etc.